# Esaliens Towarzystwo Funduszy Inwestycyjnych
ESALIENS Towarzystwo Funduszy Inwestycyjnych S.A. (ESALIENS TFI SA) – towarzystwo funduszy inwestycyjnych obecne na polskim rynku od 1998 roku, początkowo jako Towarzystwo Funduszy Inwestycyjnych Banku Handlowego, a w latach 2006–2017 działające jako Legg Mason TFI. Od 21 grudnia 2016 r. akcjonariuszami spółki ESALIENS TFI są jej zarząd, pracownicy oraz polscy inwestorzy.
Esaliens działa na podstawie decyzji Komisji Papierów Wartościowych i Giełd, dotyczącej udzielenia Bankowi Handlowemu w Warszawie S.A. zezwolenia na utworzenie Towarzystwa. 
Realizowane linie biznesowe to kilkadziesiąt subfunduszy/funduszy inwestycyjnych (inwestycje w Polsce oraz zagraniczne oparte na koncepcji masterfeeder), fundusze tematyczne wykorzystujące megatrendy, a także usługi asset management i emerytury dla osób indywidualnych, przedsiębiorstw i korporacji (IKE, IKZE, PPE). Od 2019 roku Esaliens zaczął oferować Pracownicze Plany Kapitałowe.  
Towarzystwo zarządza najdłużej działającym pracowniczym programem emerytalnym w Polsce, który został zarejestrowany w 1999 roku. Wartość aktywów zarządzanych przez Esaliens TFI przekroczyła w 2021 roku 5 mld zł. 